# آندره‌آ جیانی
آندره‌آ جیانی (به ایتالیایی: Andrea Giani) زاده ۲۲ آوریل ۱۹۷۰ در ناپل مربی و بازیکن سابق تیم ملی والیبال ایتالیا است.
او به موفقیت‌های قابل توجهی از سال ۱۹۹۰ دست یافته‌است. جیانی با تیم ملی ایتالیا موفق به کسب سه عنوان جام قهرمانی جهان در سال‌های (۱۹۹۰، ۱۹۹۴، ۱۹۹۸) و چهار قهرمانی اروپا در سال‌های (۱۹۹۳، ۱۹۹۵، ۱۹۹۹، ۲۰۰۳) شد و دو مدال نقره و یک مدال برنز المپیک را به دست آورد.
او پس از ترک تیم ملی با نام مستعار جیانجیو به فعالیت مدیریتی و مربیگری پرداخت. جیانی تا به حال سرمربی گری تیم‌های مودنا، رم، ورونا و تیم ملی اسلوونی را عهده دار بوده است.
وی هم اکنون سرمربی تیم ملی والیبال فرانسه
است.
از ۳۰ مارس ۲۰۲۲ به عنوان سرمربی تیم ملی والیبال فرانسه انتخاب شد